# Mikołaj Rej
Mikołaj Rej hay Mikołaj Rey xứ Nagłowice (4 tháng 2 năm 1505 - từ ngày 8 tháng 9 đến ngày 5 tháng 10 năm 1569) là một nhà thơ Ba Lan và tác giả văn xuôi của thời kỳ Phục hưng ở Ba Lan, đồng thời cũng là một chính trị gia và nhạc sĩ. Ông là tác giả Ba Lan đầu tiên viết các tác phẩm chỉ bằng tiếng Ba Lan, và được coi (cùng với Biernat của Lublin và Jan Kochanowski) là một trong những người sáng lập ra ngôn ngữ và văn học Ba Lan.

## Tác phẩm

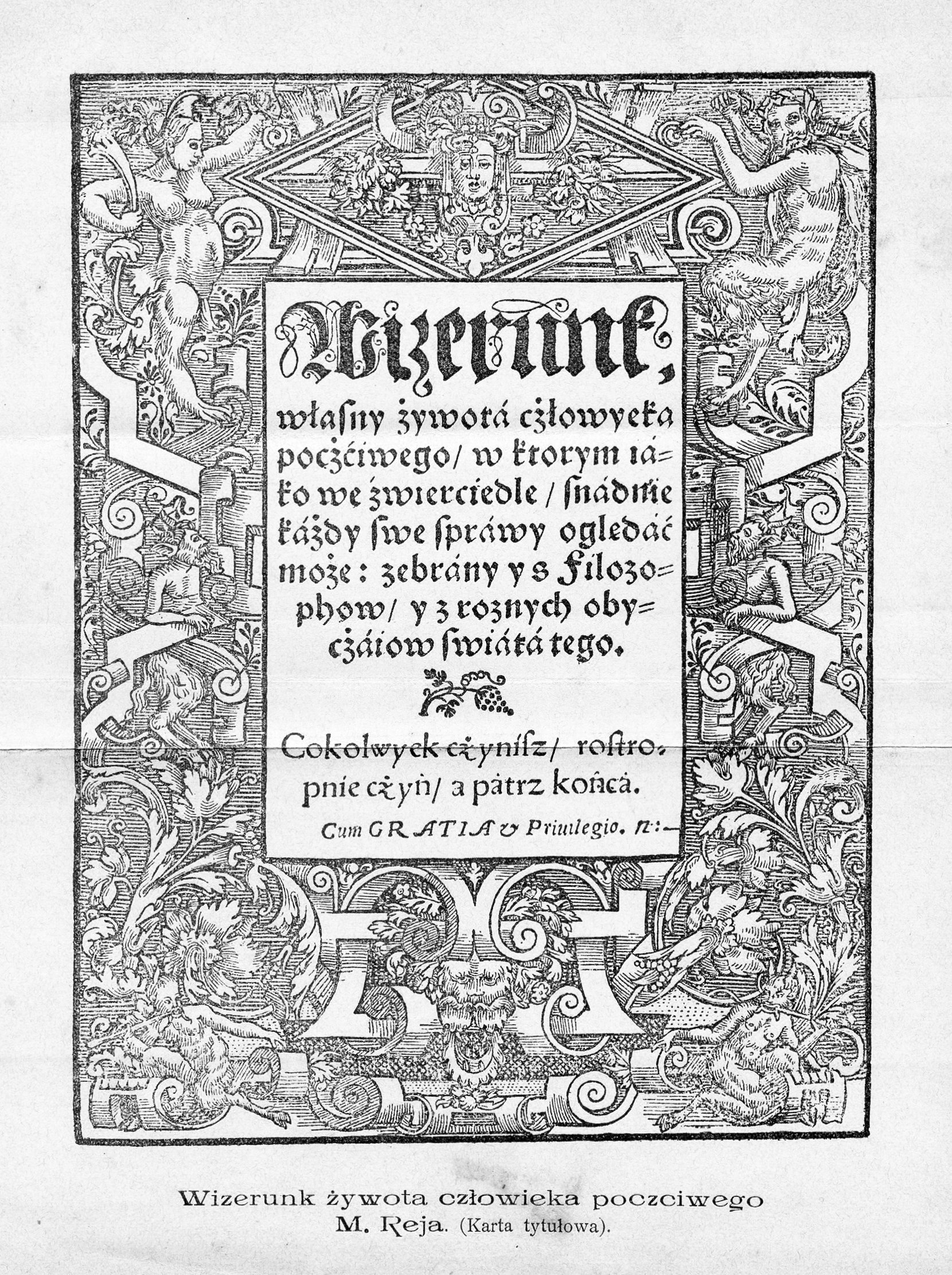
Hình ảnh cuộc sống của một người đàn ông tốt (1567)

Năm 1543 Rej ra mắt độc giả dưới bút danh "Ambroży Korczbok Rożek" với cuốn sách nổi tiếng nhất của ông, Cuộc thảo luận ngắn gọn giữa ba người: một vị lãnh chúa, một xã trưởng và một linh mục (Krotka rozprawa między trzemi osobami, panem, woytem a plebanem).
Các tác phẩm của Rej xoay quanh nhiều chủ đề. Ông là tác giả của các tác phẩm văn xuôi mô tả lý tưởng của giới quý tộc Ba Lan, chỉ trích Giáo hội Công giáo, và thể hiện lòng yêu mến chân thành đối với đất nước. Cú pháp văn xuôi của ông bị ảnh hưởng mạnh mẽ bởi phong cách ngôn ngữ Latinh.
Nhịp thơ của ông có nhiều phần mới mẻ so với kiểu nhịp thơ thời trung cổ, thứ mà ông đã quá quen thuộc, ông đã mang tới cho nó một sự đều đặn mà nó thiếu. Các tác phẩm của Rej bao gồm:
- Krótka rozprawa między trzema osobami: Panem, Wójtem i Plebanem (Cuộc thảo luận ngắn gọn giữa ba người: một vị lãnh chúa, xã trưởng và linh mục, 1543), viết dưới bút danh Ambroży Korczbok Rożek
- Żywot Józefa (Cuộc đời của Joseph, 1545).
- Żywot Człowieka Poczciwego (Cuộc đời của người lương thiện)
- Kupiec (Thương gia, 1549)
- Zwierzyniec (The Bestiary, 1562)
- Zwierciadło (Con vịt), tập hợp ba cuốn sách văn xuôi Wizerunek własny żywota człowieka poczciwego (Hình ảnh cuộc đời một người tốt, 1567–68)
- Rzecz pospolita albo Sejm pospolity (Khối thịnh vượng chung, hoặc Hạ viện chung)

## Trích dẫn
| " A niechaj narodowie wżdy postronni znają, iż Polacy nie gęsi, iż swój język mają." | "Hãy để cho tất cả mọi người và mọi quốc gia ngoại quốc được biết rằng người Ba Lan không nói tiếng Anserine mà nói tiếng riêng của họ." |

## Di sản

Gia huy Oksza, được lưu truyền trong gia tộc Rej

Để kỷ niệm năm trăm năm ngày sinh của Mikołaj Rej, Sejm (Quốc hội) của Ba Lan đã tuyên bố năm 2005 là Năm của Mikołaj Rej.
Năm 1994–97, hậu duệ cùng tên của Rej, Nicholas Andrew Rey (1938–2009), đã trợ thành Đại sứ Mỹ tại Ba Lan.